# Рудине (община Соколац)
Рудине (на сръбски: Рудине) е село в Босна и Херцеговина, разположено в община Соколац, в ентитета на Република Сръбска. Намира се на 1101 метра надморска височина. Населението му според преброяването през 2013 г. е 15 души, от тях: 11 (73,33 %) сърби, 4 (26,66 %) бошняци.

## Население
Численост на населението според преброяванията през годините:
- 1961 – 88 души
- 1971 – 69 души
- 1981 – 74 души
- 1991 – 68 души
- 2013 – 15 души